# Sienna (województwo śląskie)
Sienna – wieś położona w województwie śląskim, w powiecie żywieckim, w gminie Lipowa, leży w Kotlinie Żywieckiej, na terenach pomiędzy dolinami potoków Sienna i Kiemlichowiec, w regionie Żywiecczyzny. 
Powierzchnia sołectwa to 200 ha, a liczba ludności w 2020 wynosiła 960 osób, co daje gęstość zaludnienia równą 480 os./km².

## Historia
Nazwa strumienia Sienna pojawiła się w dokumentach w I połowie XV wieku. Wieś została założona w 1608 roku przez Mikołaja Komorowskiego. Należała do tzw. państwa żywieckiego. Była wsią zarębną: utworzono ją na terenach dawnego, wielkiego lasu Kabat, należącego do mieszczan żywieckich. Żywiecki wójt Andrzej Komoniecki, pisząc na początku XVIII w. swój Dziejopis Żywiecki, zanotował w niej 25 zarębków.
Komoniecki podał też pochodzenie nazwy wsi, pisząc: Sienna nazwana, iż tam siana najwięcej mieszczanie żywieccy robili po koniec lasa swego Kabata i do nich to pole należało i Siennym Polem to nazwali. Skąd ta wieś do fary żywieckiej należy i kiermasz z miastem odprawuje wedle dawnej possesyjej miejsca, choćby do radzichowskiej bardziej jej przystało.
Do roku 1975 w województwie krakowskim. W latach 1975–1998 miejscowość znajdowała się w województwie bielskim.
Patronką miejscowości jest św. Jadwiga Śląska.

## Instytucje
- Zespół Szkolno-Przedszkolny im. ks Jana Twardowskiego. Szkoła założona w 1904 roku. Obecna siedziba została wybudowana w 1938, rozbudowana w latach 60.
- Ochotnicza Straż Pożarna, założona w 1921 roku.

## Zabytki
Znajduje się tutaj kilka zabytkowych kapliczek oraz dzwonnica wraz z figurą Jezusa Nazaretańskiego z 1811 roku. 

## Turystyka
- Szlak rowerowy prowadzący Wielidrogą od Żywca-Podlesia w kierunku Leśnej i Lipowej.